# Яворский, Игорь Теодорович
Игорь Теодорович Яворский (род. 15 августа 1967 года, Москва) — советский и российский скульптор. Член московского союза художников.

## Биография
Яворский Игорь Теодорович родился в Москве 15 августа 1967 года. С 1983 по 1985 учился в Московской средней художественной школе им. Томского по окончании поступил в МГАХИ им. В. И. Сурикова в мастерскую Кербеля Л.Е.
С 1994 года является членом МОСХА. В 1996 году был награждён дипломом РАХ, за серию работ в станковой скульптуре. В 1997 году окончил творческую мастерскую скульптуры под руководством действительного члена Российской академии художеств Цигаля В.Е.
В 1997 году выполнил рельеф «Роман Рязанский» в медальоне на фасаде храма Христа Спасителя.
В 2002 году он был награждён серебряной медалью РАХ.
В 2003 году состоялось открытие Воинского мемориального комплекса в г. Ирбид (Иордания) по заказу короля Иордании Абдаллы II. В 2002 году Яворский выполнил надгробный памятник хирургу, академику Б. В. Петровскому, установленный на Новодевичьем кладбище.
В 2006 году Яворский Игорь Теодорович работал над памятником писателю В. П. Астафьеву. В конце 2006 года состоялось открытие монумента в Красноярске.
В 2007 году в Красноярске, состоялось открытие памятника капитан-командору Н. П. Резанову выполненного Яворским в соавторстве со скульпторами К. Кубышкиным и М. Малашенко. В том же году выполнил мемориальную доску и надгробие заслуженному тренеру России по биатлону В.Н Фатьянову в г. Новосибирске.
В 2011 году в соавторстве с К. Кубышкиным и М. Малашенко, выполнил памятник «Защитникам Отечества во все времена» в г. Лыткарино, а также памятники в г. Иркутск «Основателям г. Иркутска — Яков Пахабов» и «Женам декабристов — княгиня Волконская». В октябре 2011 году участвовал в конкурсе на памятник воеводе Бабарыкину для г. Кинешма в составе авторского коллектива: К. Кубышкин, М. Малашенко, А. Шипунов.
В 2012 году Яворский в соавторстве с М. М. Малашенко, К. В. Кубышкиным, М. А. Михайловым, М. А. Мухаевым выполнил памятник светлейшему князю А. И. Чернышеву установленный в г. Лыткарино. В том же году в Иркутске состоялось открытие памятника первому всенародно избранному губернатору Иркутской области Юрию Абрамовичу Ножикову, выполненного
Яворским в соавторстве с Евгением Ставским.
В 2013 году выполнил памятник советским разведчикам установленный в Калининграде. Так же в 2013 году Яворский в составе авторского коллектива: Максима Малашенко, Максима Мухаева, Константина Кубышкина и архитектора Андрея Шипунова, выполнил памятник «войнам-землякам» установленного в деревне Молоденово (Московская область).
В 2014 году в соавторстве с архитектором Евгением Ставским и скульптором Максимом Мухаевым выполнил памятник погибшим пожарным и спасателям МЧС в г. Иркутске.
Является членом Московского союза художников. Постоянный участник Всероссийских, региональных, молодёжных и других выставок. Имеет большой опыт монументальных работ.

## Произведения
• Памятник хирургу, академику Б. В. Петровскому (2002 год)
• Воинский мемориальный комплекс г. Ирбид (Иордания) (2003 год)
• Памятник писателю В. П. Астафьеву (2006 год)
• Памятник капитан-командору Н. П. Резанову (2007 год)
• Надгробный памятник и мемориальная доска заслуженному тренеру России по биатлону В. Н. Фатьянову (2007 год)
• Памятник «Защитникам Отечества во все времена» (2011 год)
• Памятник Якову Похабову (2011 год)
• Памятник женам декабристов — княгиня Волконская (2011 год)
• Памятник светлейшему князю А. И. Чернышеву (2012 год)
• Памятник Ю. А. Ножикову (2012 год)
• Памятник советским разведчикам (2013 год)
• Памятник воинам-землякам, прошедшим дорогами войны (2013 год)
• Памятник погибшим пожарным и спасателям (2014 год)

## Награды
- «Серебряная медаль» Российской академии художеств (2002)
- Медаль совета ветеранов военной разведки за памятник (разведчикам) в городе Калининграде (2013)
- Государственная премия Республики Крым (2016) — за воссоздание памятника Екатерине II в г. Симферополе[1]